# Звенигородка (Николаевская область)
Звенигородка (укр. Звенигородка) — село в Веселиновском районе Николаевской области Украины.
Основано в 1946 году. Население по переписи 2001 года составляло 188 человек. Почтовый индекс — 57011. Телефонный код — 5163. Занимает площадь 0,594 км².

## Местный совет
5700, Николаевская обл., Веселиновский р-н, пгт Веселиново, ул. Мозолевского, 14